# 微軟家長監護服務
微軟家長監護服務（前稱：Windows Live家長監護服務），是微軟推出的軟件和服務。是免費的家長監控和內容控制軟件。

## 功能
- 網頁過濾-家長監護服務由Windows過濾平台過濾網頁瀏覽。這適用於所有的瀏覽器，過濾18種不同語言，並包含以下級別：
  - 白名單-只允許瀏覽父母已經添加網站到允許列表
  - 兒童網站-允許瀏覽專為兒童設計的網站
  - 普遍感興趣-不允許社交網絡，Web郵件，網上聊天，成人網站
  - 網絡通信-不允許成人網站
  - 成人警告-允許所有的網站，但懷疑網站包含成人內容時發出警告。專為年齡較大的兒童，信任做出正確的決定時使用。
- 活動報告-家長可以得到一個兒童瀏覽網站列表。也可以看到計算機用途，運行的程序，文件下載，遊戲運行。
- 開啓Google，Bing，Yahoo!，以及其他流行搜索引擎的安全搜索功能。
- 設置來設置時間限制，遊戲限制。
- 家長監護服務允許遠程訪問。而無需孩子的Microsoft Account。
- 聯繫管理-家長們能建立聯繫人名單，防止兒童與未知的人接觸溝通，只能和父母已經批准的允許列表中的人溝通與接觸。另外，家長可以監控孩子他們的允許列表。
- 家長監護服務關閉Microsoft Edge InPrivate瀏覽功能
- 圖像過濾-家長監護服務過濾看起來有成人內容的圖像。

## 瀏覽器需求
微軟家長監護服務适用于Internet Explorer 6或更高版本，Chrome浏览器2或更高版本，火狐2.0或更高版本，Opera10或更高版本，Safari3.0或更高版本。